# Heavy D
Dwight Errington Myers (født 24. maj 1967, død 8. november 2011), bedre kendt som Heavy D, var en jamaicansk-født amerikansk rapper, pladeproducer, sanger, skuespiller og tidligere leder af hip hop-gruppen Heavy D & the Boyz, der omfattede dansere/baggrundssangere G-Whiz (Glen Parrish), "Trouble" T. Roy (Troy Dixon) og DJ og producer Eddie F (født Edward Ferrell). Gruppen havde et stort publikum i USA i størstedelen af 1990'erne. Gruppens fem albums blev produceret af Teddy Riley, Marley Marl, DJ Premier, hans fætter Pete Rock og Eddie F. Herudover udgav Heavy D fire soloalbums.

## Diskografi

### Heavy D & the Boyz
- Living large (1987)
- Big tyme (1989)
- Peaceful journey (1991)
- Blue funk (1992)
- Nuttin' but love (1994)

### Soloalbums
- Waterbed Hev (1997)
- Heavy (1999)
- Vibes (2008)
- Love Opus (2011)